# Liste der Baudenkmäler im Wuppertaler Wohnquartier Loh (H–Z)
Die Liste der Baudenkmäler im Wuppertaler Wohnquartier Loh (H–Z) enthält die denkmalgeschützten Bauwerke auf dem Gebiet von Wuppertal-Loh in Nordrhein-Westfalen (Stand: November 2011). Diese Baudenkmäler sind in der Denkmalliste der Stadt Wuppertal eingetragen; Grundlage für die Aufnahme ist das Denkmalschutzgesetz Nordrhein-Westfalen (DSchG NRW).

## Auszug aus der Denkmalliste

### Eingetragene Baudenkmäler
| Bild                    | Bezeichnung               | Lage                              | Beschreibung | Bauzeit                      | Eingetragen seit   | Denkmal- nummer |
| ----------------------- | ------------------------- | --------------------------------- | --- | ---------------------------- | ------------------ | --------------- |
| weitere Bilder          | Wohnhaus                  | Loh Hergesellstraße 3 Karte       | | um 1929                      | 18. Januar 1994    | 3258            |
| weitere Bilder          | Wohnhaus                  | Loh Hergesellstraße 5 Karte       | | 1903                         | 11. Februar 1994   | 3277            |
| weitere Bilder          | Wohnhaus                  | Loh Hergesellstraße 7 Karte       | | 1904                         | 18. Januar 1994    | 3259            |
| weitere Bilder          | Wohnhaus                  | Loh Hergesellstraße 8 Karte       | | 1905/06                      | 11. Februar 1994   | 3278            |
| weitere Bilder          | Wohnhaus                  | Loh Hergesellstraße 9 Karte       | | 1904                         | 13. Dezember 1991  | 1985            |
| weitere Bilder          | Wohn- und Geschäftshaus   | Loh Hergesellstraße 11 Karte      | | um 1904                      | 3. Dezember 1993   | 3211            |
| weitere Bilder          | Wohnhaus                  | Loh Hünefeldstraße 19 Karte       | | gründerzeitlich              | 22. Juli 1985      | 538             |
| weitere Bilder          | Wohnhaus                  | Loh Hünefeldstraße 21 Karte       | | gründerzeitlich              | 20. Dezember 1984  | 233             |
| weitere Bilder          | Wohnhaus                  | Loh Hünefeldstraße 47 Karte       | |                              | 29. März 1985      | 386             |
| weitere Bilder          | Wohnhaus                  | Loh Hünefeldstraße 48 Karte       | | um 1926                      | 26. November 1992  | 2556            |
| weitere Bilder          | Wohnhaus                  | Loh Hünefeldstraße 49 Karte       | | 1904                         | 19. Januar 1993    | 2672            |
| weitere Bilder          | Wohn- und Geschäftshaus   | Loh Hünefeldstraße 50 Karte       | | spätes 19. Jahrhundert       | 21. Oktober 1987   | 1153            |
| weitere Bilder          | Wohnhaus                  | Loh Hünefeldstraße 51 Karte       | | 1903                         | 19. Januar 1993    | 2670            |
| weitere Bilder          | Pfarrhaus                 | Loh Hünefeldstraße 52 Karte       | eine D-Nummer mit Hünefeldstraße 52a, 52b                                                                       | 1902/03                      | 8. Juli 1996       | 3961            |
| weitere Bilder          | Wohnhaus                  | Loh Hünefeldstraße 52 a Karte     | eine D-Nummer mit Hünefeldstraße 52, 52b                                                                        | zwischen 1902 und 1914       | 8. Juli 1996       | 3961            |
| weitere Bilder          | Wohnhaus mit Gemeindesaal | Loh Hünefeldstraße 52 b Karte     | eine D-Nummer mit Hünefeldstraße 52a, 52                                                                        | zwischen 1902 und 1914       | 8. Juli 1996       | 3961            |
| weitere Bilder          | Wohn- und Geschäftshaus   | Loh Hünefeldstraße 53 Karte       | | 1902                         | 15. Januar 1993    | 2666            |
| weitere Bilder          | Kirche                    | Loh Hünefeldstraße 54 Karte       | Katholische Kirche Herz Jesu                                                                                    | 1902/03                      | 8. Juli 1996       | 3963 Wikidata   |
| weitere Bilder          | Krankenhaus               | Loh Hünefeldstraße 54 a Karte     | | 1913–1914                    | 8. Juli 1996       | 3962            |
| weitere Bilder          | Villa                     | Loh Hünefeldstraße 55 Karte       | | 1902                         | 14. März 1986      | 735             |
| weitere Bilder          | Wohnhaus                  | Loh Hünefeldstraße 57 Karte       | | 1894                         | 3. Dezember 1987   | 1212            |
| weitere Bilder          | Wohnhaus                  | Loh Hünefeldstraße 58 Karte       | | gründerzeitlich              | 28. Januar 1987    | 952             |
| weitere Bilder          | Fabrikgebäude             | Loh Hünefeldstraße 59 Karte       | | zwischen 1890 und 1895       | 25. Februar 1993   | 2791            |
| weitere Bilder          | Wohnhaus                  | Loh Hünefeldstraße 61 Karte       | | 1873                         | 4. Dezember 1987   | 1213            |
| weitere Bilder          | Wohnhaus                  | Loh Hünefeldstraße 63 Karte       | | Ausgang des 19. Jahrhunderts | 4. Dezember 1987   | 1214            |
| weitere Bilder          | Wohnhaus                  | Loh Hünefeldstraße 67 Karte       | | spätes 19. Jahrhunderts      | 21. Juli 1986      | 818             |
| weitere Bilder          | Wohn- und Geschäftshaus   | Loh Hünefeldstraße 69 Karte       | |                              | 18. August 1993    | 3057            |
| weitere Bilder          | Wohnhaus                  | Loh Hünefeldstraße 71 Karte       | | gründerzeitlich              | 10. Januar 1985    | 241             |
| weitere Bilder          | Wohn- und Geschäftshaus   | Loh Hünefeldstraße 73 Karte       | | gründerzeitlich              | 10. Januar 1985    | 242             |
| weitere Bilder          | Wohnhaus                  | Loh Hünefeldstraße 76 Karte       | | Ende des 19. Jahrhunderts    | 20. Juli 1987      | 1097            |
| weitere Bilder          | Wohnhaus                  | Loh Hünefeldstraße 77 Karte       | | 1873                         | 19. Januar 1993    | 2677            |
| weitere Bilder          | Wohnhaus                  | Loh Hünefeldstraße 78 Karte       | | 1890                         | 13. Januar 1993    | 2664            |
| weitere Bilder          | Wohn- und Geschäftshaus   | Loh Hünefeldstraße 79 Karte       | | gründerzeitlich              | 4. Dezember 1987   | 1215            |
| weitere Bilder          | Wohnhaus                  | Loh Hünefeldstraße 80 Karte       | | zwischen 1862 und 1890       | 9. April 1992      | 2148            |
| weitere Bilder          | Wohnhaus                  | Loh Hünefeldstraße 81 Karte       | | zwischen 1870 und 1879       | 27. Januar 1993    | 2717            |
| weitere Bilder          | Wohn- und Geschäftshaus   | Loh Hünefeldstraße 81 a Karte     | | 1901                         | 1. Dezember 1992   | 2578            |
| weitere Bilder          | Wohn- und Geschäftshaus   | Loh Hünefeldstraße 82 Karte       | | zwischen 1879 und 1882       | 13. Januar 1993    | 2663            |
| weitere Bilder          | Wohn- und Geschäftshaus   | Loh Hünefeldstraße 83 Karte       | | zwischen 1889 und 1899       | 19. Januar 1993    | 2671            |
| weitere Bilder          | Wohn- und Geschäftshaus   | Loh Hünefeldstraße 84 Karte       | | um 1900                      | 1. Dezember 1992   | 2568            |
| weitere Bilder          | Wohn- und Geschäftshaus   | Loh Hünefeldstraße 84 a Karte     | | um 1900                      | 3. Dezember 1992   | 2585            |
| weitere Bilder          | Wohn- und Geschäftshaus   | Loh Hünefeldstraße 85 Karte       | | Ende des 19. Jahrhunderts    | 17. Januar 1992    | 2001            |
| weitere Bilder          | Wohn- und Geschäftshaus   | Loh Hünefeldstraße 86 Karte       | | zwischen 1870 und 1878       | 7. Januar 1993     | 2657            |
| weitere Bilder          | Wohnhaus                  | Loh Hünefeldstraße 87 Karte       | | 1900                         | 7. Januar 1993     | 2658            |
| weitere Bilder          | Wohnhaus                  | Loh Hünefeldstraße 88 Karte       | | um 1900                      | 8. September 1989  | 1643            |
| weitere Bilder          | Wohnhaus                  | Loh Hünefeldstraße 89 Karte       | | 1900                         | 20. Januar 1993    | 2699            |
| weitere Bilder          | Wohnhaus                  | Loh Hünefeldstraße 89 a Karte     | | gründerzeitlich              | 18. September 1984 | 142             |
| weitere Bilder          | Wohn- und Geschäftshaus   | Loh Hünefeldstraße 90 Karte       | | zwischen 1870 und 1878       | 7. Januar 1993     | 2659            |
| weitere Bilder          | Wohnhaus                  | Loh Hünefeldstraße 91 Karte       | | spätes 19. Jahrhunderts      | 23. September 1987 | 1130            |
| weitere Bilder          | Wohn- und Geschäftshaus   | Loh Hünefeldstraße 92 Karte       | | gründerzeitlich              | 30. September 1988 | 1480            |
| weitere Bilder          | Wohnhaus                  | Loh Kronenstraße 2 Karte          | | 1902                         | 29. Dezember 1995  | 3835            |
| weitere Bilder          | Wohnhaus                  | Loh Kronenstraße 7 Karte          | | vor 1892                     | 5. Februar 1996    | 3853            |
| weitere Bilder          | Wohnhaus                  | Loh Kronenstraße 10 Karte         | | 1902                         | 29. Dezember 1995  | 3836            |
| weitere Bilder          | Wohnhaus                  | Loh Kronenstraße 12 Karte         | | 1905                         | 28. November 1995  | 3809            |
| weitere Bilder          | Wohnhaus                  | Loh Pappelstraße 11 Karte         | ehemals gemeinsam unter einer D-Nummer mit Pappelstraße 9, wird nun unter gemeinsam als Pappelstraße 11 geführt |                              | 5. Februar 1990    | 1698            |
| weitere Bilder          | Wohnhaus                  | Loh Parsevalstraße 18 Karte       | | 1907                         | 18. April 1989     | 1527            |
| weitere Bilder          | Wohnhaus                  | Loh Parsevalstraße 32 Karte       | | 1898                         | 4. Oktober 1995    | 3750            |
| weitere Bilder          | Wohnhaus                  | Loh Parsevalstraße 34 Karte       | | 1896                         | 12. Oktober 1995   | 3758            |
| weitere Bilder          | Wohnhaus                  | Loh Parsevalstraße 35 Karte       | | 1896                         | 27. September 1995 | 3749            |
| weitere Bilder          | Wohnhaus                  | Loh Parsevalstraße 36 Karte       | | 1897                         | 6. November 1995   | 3766            |
| weitere Bilder          | Wohnhaus                  | Loh Parsevalstraße 37 Karte       | | um 1900                      | 7. Februar 1992    | 2038            |
| weitere Bilder          | Wohnhaus                  | Loh Parsevalstraße 41 Karte       | | 1903                         | 20. September 1995 | 3747            |
| weitere Bilder          | Turm                      | Loh Reichsallee 3 Karte           | Bismarckturm | 1907                         | 21. März 1991      | 1885 Wikidata   |
| weitere Bilder          | Wohnhaus                  | Loh Rudolfstraße 130 Karte        | | zwischen 1894 und 1899       | 4. Oktober 1995    | 3751            |
| weitere Bilder          | Wohnhaus                  | Loh Rudolfstraße 132 Karte        | | um 1898                      | 18. Januar 1994    | 3260            |
| weitere Bilder          | Wohnhaus                  | Loh Rudolfstraße 132 a Karte      | | 1898                         | 28. November 1995  | 3810            |
| weitere Bilder          | Wohnhaus                  | Loh Rudolfstraße 134 Karte        | | um die Jahrhundertwende      | 16. November 1984  | 190             |
| weitere Bilder          | Kinderhaus                | Loh Rudolfstraße 135 Karte        | Kinderhaus der Missionsgesellschaft (Missionshaus)                                                              | 1855/56-1910                 | 12. Dezember 1995  | 3813            |
| weitere Bilder          | Wohnhaus                  | Loh Rudolfstraße 136 Karte        | | 1896                         | 13. Dezember 1991  | 1982            |
| weitere Bilder          | Wohnhaus                  | Loh Rudolfstraße 138 Karte        | | um 1893                      | 22. November 1995  | 3762            |
| weitere Bilder          | Wohnhaus                  | Loh Rudolfstraße 140 Karte        | | 1890–1893/1954               | 20. November 1995  | 3799            |
| weitere Bilder          | Wohnhaus                  | Loh Rudolfstraße 140 a Karte      | | 1890–1893                    | 20. November 1995  | 3800            |
| weitere Bilder          | Wohn- und Geschäftshaus   | Loh Rudolfstraße 141 Karte        | | um 1895                      | 30. Juni 1992      | 2295            |
| weitere Bilder          | Wohnhaus                  | Loh Rudolfstraße 142 Karte        | eine D-Nummer mit Rudolfstraße 142a, 142b, 142c                                                                 | gründerzeitlich              | 5. Dezember 1985   | 656             |
| weitere Bilder          | Wohnhaus                  | Loh Rudolfstraße 142 a Karte      | eine D-Nummer mit Rudolfstraße 142, 142b, 142c                                                                  | gründerzeitlich              | 5. Dezember 1985   | 656             |
| weitere Bilder          | Wohnhaus                  | Loh Rudolfstraße 142 b Karte      | eine D-Nummer mit Rudolfstraße 142, 142a, 142c                                                                  | gründerzeitlich              | 5. Dezember 1985   | 656             |
| weitere Bilder          | Wohnhaus                  | Loh Rudolfstraße 142 c Karte      | eine D-Nummer mit Rudolfstraße 142, 142a, 142b                                                                  | gründerzeitlich              | 5. Dezember 1985   | 656             |
| weitere Bilder          | Wohn- und Geschäftshaus   | Loh Rudolfstraße 143 Karte        | | zwischen 1882 und 1887       | 10. Juli 1989      | 1625            |
| weitere Bilder          | Wohnhaus                  | Loh Rudolfstraße 144 Karte        | | um 1890                      | 30. April 1992     | 2197            |
| weitere Bilder          | Wohnhaus                  | Loh Rudolfstraße 144 a Karte      | | um 1890                      | 7. Mai 1992        | 2202            |
| weitere Bilder          | Wohn- und Geschäftshaus   | Loh Rudolfstraße 145 Karte        | | zwischen 1879 und 1882       | 9. November 1995   | 3741            |
| weitere Bilder          | Wohnhaus                  | Loh Rudolfstraße 146 Karte        | | um 1874                      | 31. Oktober 1995   | 3760            |
| weitere Bilder          | Wohnhaus                  | Loh Rudolfstraße 148 Karte        | | zwischen 1870 und 1880       | 27. Oktober 1993   | 2480            |
| weitere Bilder          | Wohnhaus                  | Loh Rudolfstraße 150 Karte        | | vor 1885                     | 12. Oktober 1995   | 3757            |
| weitere Bilder          | Wohnhaus                  | Loh Rudolfstraße 151 Karte        | geschützt ist nur die straßenseitige Fassade gemäß Änderungsbescheid vom 23. Mai 1995                           | zwischen 1862 und 1870       | 9. Mai 1994        | 3399            |
| weitere Bilder          | Wohn- und Geschäftshaus   | Loh Rudolfstraße 152 Karte        | jetzt nur noch unter Bennigsenstraße 24                                                                         | zwischen 1880 und 1890       | 7. Januar 1993     | 2656            |
| Wohn- und Geschäftshaus | Wohn- und Geschäftshaus   | Loh Rudolfstraße 162 Karte        | | 1880er Jahren                | 18. Januar 1996    | 3846            |
| weitere Bilder          | Wohn- und Geschäftshaus   | Loh Rudolfstraße 164 Karte        | |                              | 10. Juli 1989      | 1621            |
| weitere Bilder          | Brücke                    | Loh Schönebecker Straße Karte     | Viadukt Schönebecker Straße, Bestandteil der Rheinischen Bahnstrecke                                            |                              | 29. Juli 1991      | 1911            |
| weitere Bilder          | Wohn- und Geschäftshaus   | Loh Schönebecker Straße 2 Karte   | | Ende des 19. Jahrhunderts    | 19. Mai 1987       | 1051            |
| weitere Bilder          | Wohn- und Geschäftshaus   | Loh Schönebecker Straße 2 a Karte | | Ende 19. Jahrhunderts        | 19. Mai 1987       | 1052            |
| weitere Bilder          | Wohnhaus                  | Loh Schönebecker Straße 4 Karte   | | Mitte des 19. Jahrhunderts   | 11. August 1988    | 1432            |
| weitere Bilder          | Wohnhaus                  | Loh Schönebecker Straße 6 Karte   | | Ende des 19. Jahrhunderts    | 4. April 1989      | 1457            |
| weitere Bilder          | Wohnhaus                  | Loh Schönebecker Straße 7 Karte   | ehemalige Direktorenvilla, heute Museum                                                                         | 1896                         | 14. März 2000      | 4132            |
| weitere Bilder          | Wohnhaus                  | Loh Schönebecker Straße 8 Karte   | | Mitte des 19. Jahrhunderts   | 13. Juli 1989      | 1626            |
| weitere Bilder          | Wohnhaus                  | Loh Schönebecker Straße 10 Karte  | | Mitte des 19. Jahrhunderts   | 1. Dezember 1999   | 4124            |
| weitere Bilder          | Wohnhaus                  | Loh Schönebecker Straße 12 Karte  | | 1896                         | 11. Januar 2000    | 4126            |
| weitere Bilder          | Wohnhaus                  | Loh Schönebecker Straße 14 Karte  | | 1904                         | 31. Juli 1991      | 1916            |
| weitere Bilder          | Wohnhaus                  | Loh Schönebecker Straße 16 Karte  | | 1905                         | 17. April 1996     | 3883            |
| weitere Bilder          | Wohnhaus                  | Loh Schönebecker Straße 18 Karte  | | 1906                         | 18. Dezember 1989  | 1668            |
| weitere Bilder          | Fabrikgebäude             | Loh Völklinger Platz 3 Karte      | | 1893                         | 11. November 1994  | 3486            |
| weitere Bilder          | Wohnhaus                  | Loh Völklinger Platz 5 Karte      | | um 1900                      | 1. September 1986  | 858             |
| weitere Bilder          | Wohnhaus                  | Loh Völklinger Platz 7 Karte      | |                              | 1. September 1986  | 859             |
| weitere Bilder          | Wohnhaus                  | Loh Völklinger Platz 11 Karte     | | 1905                         | 11. August 1988    | 1430            |
| weitere Bilder          | Wohnhaus                  | Loh Völklinger Straße 6 Karte     | | 1880er Jahre                 | 25. Juni 1998      | 4098            |
| weitere Bilder          | Wohnhaus                  | Loh Völklinger Straße 8 Karte     | | 1880er Jahre                 | 26. Februar 1998   | 4081            |
| weitere Bilder          | Wohnhaus                  | Loh Völklinger Straße 10 Karte    | | 1890er Jahre                 | 31. Oktober 1997   | 4067            |
| weitere Bilder          | Wohnhaus                  | Loh Völklinger Straße 12 Karte    | | 1907                         | 26. Februar 1998   | 4080            |
| weitere Bilder          | Wohnhaus                  | Loh Völklinger Straße 14 Karte    | | 1903                         | 26. Februar 1998   | 4083            |
| weitere Bilder          | Wohnhaus                  | Loh Völklinger Straße 16 Karte    | | 1880er Jahre                 | 26. Februar 1998   | 4082            |
| weitere Bilder          | Wohnhaus                  | Loh Völklinger Straße 17 Karte    | | spätes 19. Jahrhunderts      | 4. Juli 1986       | 802             |
| weitere Bilder          | Wohnhaus                  | Loh Völklinger Straße 18 Karte    | | 1880er Jahre                 | 6. Februar 1998    | 4078            |
| weitere Bilder          | Wohnhaus                  | Loh Völklinger Straße 19 Karte    | | 1890er Jahre                 | 22. Februar 1996   | 3859            |

### Baudenkmäler in Bearbeitung
Folgende Objekte werden noch geprüft oder deren Status ist in der Denkmalliste nicht klar ersichtlich.
| Bild           | Bezeichnung | Lage                    | Beschreibung | Bauzeit | Eingetragen seit | Denkmal- nummer |
| -------------- | ----------- | ----------------------- | --- | ------- | ---------------- | --------------- |
| weitere Bilder | Brücke      | Loh Schönebecker Straße | Viadukt Nebenstrecke Schönebecker Straße, Bestandteil der Rheinischen Bahnstrecke, Nebenstrecke (ehem. Schlachthof, Stadtwerke). Klassifiziert als Denkmal (ohne Denkmalnummer). |         |                  | 0               |

### Bewegliche Denkmale
| Bild           | Bezeichnung                 | Lage                 | Beschreibung | Bauzeit | Eingetragen seit | Denkmal- nummer |
| -------------- | --------------------------- | -------------------- | --- | ------- | ---------------- | --------------- |
| weitere Bilder | Barocke Sandsteinskulpturen | Loh Missionsstraße 9 | Drei „Ronsdorfer Erzväter“ auf der Wiese am „Heiligen Berg“ – drei barocke Sandsteinskulpturen (Erzväter Abraham, Isaak und Jacob) | um 1620 |                  | C 20            |